# Oeyregave
Oeyregave è un comune francese di 366 abitanti situato nel dipartimento delle Landes nella regione della Nuova Aquitania.
Ai confini con i comuni di Sorde-l'Abbaye e Cauneille le acque dei fiumi Gave de Pau e Gave d'Oloron si congiungono e formano un corso d'acqua detto le Gaves réunis, che dopo 10 km sfocia nel fiume Adour.

## Società

### Evoluzione demografica
Abitanti censiti